# NGC 6855
NGC 6855 في الفهرس العام الجديد، هي مجرة، تقع في كوكبة المرقب (كوكبة). اكتشفت في 10 يوليو 1834 بواسطة جون هيرشل.

## روابط خارجية
- NGC 6855 على موقع ويكي سكاي: DSS2, SDSS, GALEX, IRAS, Hydrogen α, X-Ray, Astrophoto, Sky Map, Articles and images